# A Született kémek epizódjainak listája
Ezen az oldalon a Született kémek című rajzfilmsorozat epizódjainak listája szerepel.

## Évadáttekintés
| Évad | Évad | Epizódok | Eredeti sugárzás                                  | Eredeti sugárzás                  | Eredeti adó           | Magyar sugárzás    | Magyar sugárzás    | Magyar adó      |
| Évad | Évad | Epizódok | Évadpremier                                       | Évadfinálé                        | Eredeti adó           | Évadpremier        | Évadfinálé         | Magyar adó      |
| ---- | ---- | -------- | ------------------------------------------------- | --------------------------------- | --------------------- | ------------------ | ------------------ | --------------- |
|      | 1    | 26       | 2001. november 3.                                 | 2002. június 15.                  | Teletoon TF1          |                    |                    | Fox Kids        |
|      | 2    | 26       | 2002. szeptember 19.                              | 2003. augusztus 8.                | Teletoon TF1          |                    |                    | Fox Kids        |
|      | 3    | 26       | 2004. október 3.                                  | 2005. július 31.                  | Teletoon TF1          |                    |                    | Jetix           |
|      | 4    | 26       | 2006. április 3.                                  | 2007. március 8.                  | Teletoon TF1          |                    |                    | Jetix           |
|      | 5    | 26       | 2007. augusztus 31.                               | 2008. március 19.                 | Teletoon TF1          |                    |                    | Jetix           |
|      | 6    | 26       | 2013. szeptember 4. 2014. szeptember 7.           | 2013. október 3. 2015. március 1. | Teletoon TF1          | 2013. október 21.  | 2013. november 25. | Nickelodeon     |
|      | 7    | 26       | 2024. május 12. 2024. november 4. 2025. január 4. |                                   | Gulli Cartoon Network | 2024. november 25. | 2025. június 16.   | Cartoon Network |

## Epizódok

### 1. évad
| Epizód | Epizód     | Cím                        | Angol cím                         | Premier dátuma     | Hivatalos YouTube közzététel |
| A sorozatban | Az évadban | Cím                        | Angol cím                         | Premier dátuma     | Hivatalos YouTube közzététel |
| --- | ---------- | -------------------------- | --------------------------------- | ------------------ | ---------------------------- |
| |            |                            |                                   |                    |                              |
| 1. | 1.         | Zenész élet                | A Thing for Musicians             | 2001. november 3.  | 2019. június 15.             |
| Egy Ricky Mathis nevezetű új zenész rajongói megszállottan rajonganak a fiúért. A kémek kiderítik, hogy Ricky menedzsere és főnöke hipnotizálni akarja Ricky számaival az egész világot, hogy uralhassa azt. Az altörténetben Clover és Mandy szerelmes lesz egy új fiúba a gimnáziumban, egy zenészbe. Clover "szakít" vele, mert elege lesz a küldetés után a zenészekből, de egy újabb zenész srác szólítja meg a lányokat és Clover azonnal beleszeret. |            |                            |                                   |                    |                              |
| |            |                            |                                   |                    |                              |
| 2. | 2.         | Királynő egy napra         | Queen for a Day                   | 2002. február 9.   | 2019. augusztus 31.          |
| Majdnem elrabolják Tassarát, egy afrikai királynőt, ezért Jerry elküldi a lányokat, hogy vigyázzanak rá. Clover a királynőnek álcázza magát, hogy Tassarát ne érje bántódás, ám egy fogadáson elrabolják őt és a királynő húgát. Alex, Sam és Tassara a megmentésükre sietnek, viszont kiderül, hogy Tassara húga tervelte ki az emberrablást, hogy a szomszédos állam ne kössön békét Tassara országával és fennmaradjon a fegyverszállítási megállapodás. Az altörténetben Clover és Mandy egy királynői címre pályáznak a gimnáziumban. Clover a stréber Arnoldot kéri meg, hogy kampányoljon érte, aki azzal a feltétellel megy bele, hogy járniuk kell legalább egy napig. Clovernek végül sikerül elnyernie az iskolakirálynő címet. |            |                            |                                   |                    |                              |
| |            |                            |                                   |                    |                              |
| 3. | 3.         | Az új Jerry                | The New Jerry                     | 2001. november 4.  | 2019. június 29.             |
| Egy WOOHP hívatás után a lányok meglepődve veszik észre, hogy nem Jerry, hanem egy nála fiatalabb főnök várja őket, Mac Smit, aki először nagyon jófejnek tűnik, elküldi a lányokat vásárolni és a sportkocsiját is kölcsön adja a kémeknek. Kiderül azonban, hogy Mac Smit valójában egy Tim Scam nevű bűnöző, aki korábban a WOOHP-nak dolgozott, de kirúgták a fegyverkísérletei miatt, ezért most bosszút akar állni az ügynökségen. Az altörténetben a lányoknak elegük van abból, hogy Jerry minden dolgukba beleavatkozik. |            |                            |                                   |                    |                              |
| |            |                            |                                   |                    |                              |
| 4. | 4.         | Nyaralás                   | Get Away                          | 2001. november 10. | 2019. július 6.              |
| Jerry a lányokat nyaralni küldi Hawaii-ra, ott azonban nagyon különös dolgok történnek: vulkánkutatók tűnnek el. A kémek a WOOHP vulkánkutatóinak segítségével rájönnek, hogy egy férfi a Föld összes vulkánjának egyidejű kitörését akarja előidézni, hogy mindenki hozzá hasonló égési sérüléseket szerezzen. Ahogy a lányok próbálják megakadályozni a hawaii vulkán kitörését, kiderül, hogy a bűnöző, maga Jerry, és ez csak egy WOOHP teszt volt, amin a lányok megbuktak. A vulkán azonban a valóságban aktívnak bizonyul és csak a kémek rátermettsége képes megmenteni az ott tartózkodó WOOHP ügynököket, így végül átmennek a vizsgán. Az altörténetben a lányok nagyon kimerültek a küldetések miatt, így rosszul teljesítenek az iskolai atlétikai versenyen és már alig várják, hogy az iskolai bálon kipihenhessék magukat. A küldetés után azonbanelborzadnak, mikor meglátják, hogy az idei bál témája: Hawaii. |            |                            |                                   |                    |                              |
| |            |                            |                                   |                    |                              |
| 5. | 5.         | A radír                    | The Eraser                        | 2002. január 12.   | 2019. július 13.             |
| Egy szökött bűnöző saját készítésű élő állatokat, pacnikat használ fel arra, hogy kitörölje neves tudósok memóriáját. A küldetés alatt Sam memóriája is törlésre kerül, aki így akadályozza a küldetést. Ám Mandy épp a küldetés helyszínén nyaral és véletlen beavatkozásaival nagy segítségére van a kémeknek. Mikor Clover és Alex visszaszerzik Sam emlékeit, Mandy megtudja, hogy a lányok kémek, de Clover kitörli az emlékeit a bűnöző gépével. Az altörténetben Sam kimenti Mandy haját az agyagformálóból, ezért a lány hálából Sam legjobb barátnője szeretne lenni, mindenhova követi őt, amíg a lányok ki nem törlik az emlékeit. |            |                            |                                   |                    |                              |
| |            |                            |                                   |                    |                              |
| 6. | 6.         | A középkorban ragadva      | Stuck in the Middle Ages with You | 2001. november 17. | 2019. július 20.             |
| Egy titokzatos fekete lovag tudósokat rabol el, ám mikor legközelebb lecsap, a kémek követik őt az időportálon keresztül, így a középkori Angliában ragadnak, ahol boszorkánynak hiszik őket az emberek. Clover lóra pattan és elmenekül, míg Samet és Alexet először a falubeliek, majd a király testőrei veszik üldözőbe. Clover kinyomozza a fekete lovag hollétét, akiről kiderül, hogy egy fiú, aki meg akarja bosszulni, hogy családját letaszították a múltban a trónról és helyette ő venné át nemcsak Anglia, hanem az egész világ felett az uralmat, Clovert pedig királynéjának akarja megtenni. Sam és Alex kiszabadítják Clovert, majd együtt megakadályozzák a cselszövést. Az altörténetben jelmezes Halloween bulira készülnek az iskolában. A középkorból magával vitt királynői ruhában versenyző Clover azonban nem tudja legyőzni Mandyt, mivel a zsűri Mandy két legjobb barátnőjéből, Caitlinből és Domonique-ból áll. Cserébe viszont felkéri táncra egy királynak öltözött helyes fiú. |            |                            |                                   |                    |                              |
| |            |                            |                                   |                    |                              |
| 7. | 7.         | Emberrablások              | Abductions                        | 2002. január 5.    | 2019. augusztus 3.           |
| Tudósokat rabolnak el a tudományos világtalálkozóról. A lányoknak feltűnik, hogy csupa olyan szakértő tűnik el, akik összefüggésben állnak a gimnáziumi dolgozataik témáival. Kiderül, hogy a Beverly Hills-i nagykövet a fiának rabolja el a tudósokat, hogy átültesse belé azok tudását. Az altörténetben Clover egy iskolai színjáték női főszerepére pályázik, de nem sikerül megszereznie. A rendező tanár azonban ígéretesnek látja Samet, aki elvállalja a szerepet, így a két barátnő csúnyán összeveszik. A küldtetés végén kibékülnek, mikor Sam megmenti Clovert, majd mindent elmond Alexnek és Clovernek, amit tudniuk kell egy dolgozatra, ami alól Sam a színdarab miatt menetesül. A lányok meggyőznék a színjátszós tanárt, hogy mégis Clovert válassza, ám az közben már Mandynek adta a szerepet. |            |                            |                                   |                    |                              |
| |            |                            |                                   |                    |                              |
| 8. | 8.         | Gyermekjáték               | Child's Play                      | 2001. december 1.  | 2019. június 22.             |
| A társadalom fontosabb tagjai nem végzik a munkájukat, és csak játszanak. A lányok kiderítik, hogy egy bűnöző a játékait használja fel arra, hogy egy bennük található csipen keresztül visszavigye a felnőttek szellemi szintjét az óvodásokéra, hogy újra az ő játékait vegyék a boltokból. Sam is áldozatul esik a játékoknak, így az egész küldetés alatt gyerekesen viselkdeik, de Alex és Clover a játéktervező ellen fordítják saját fegyverét és megmentik a helyzetet. Az altörténetben Clover és Mandy szerelmes lesz Caitlin bátyjába, aki már idősebb, így Clover megváltoztatja a stílusát, de érett helyett középkorúnak nézik. |            |                            |                                   |                    |                              |
| |            |                            |                                   |                    |                              |
| 9. | 9.         | Az ál kémek                | The Fugitives                     | 2001. december 15. | 2019. július 27.             |
| Az ál kémek kirabolnak egy bankot. Mivel pont úgy néznek ki, mint az igazi kémek, Jerry bezárja a lányokat, hogy átprogramozza az agyukat. A lányok kiderítik, hogy egy bűnöző, akivel már korábban leszámoltak, bosszúból a lányok DNS mintáit használta fel arra, hogy ál kémeket készítsen és így tönkretegye a lányok reputációját. Az altörténetben Clover és Mandy beleszeret egy Texasból érkezett fiúba és egymás cowgirl szereléseit lemásolva versengenek a srác szerelméért. Kiderül azonban, hogy a fiú nem kedveli a texasi stílust, Clover vagy Mandy helyett egy cyberpunk lánnyal kezd járni. |            |                            |                                   |                    |                              |
| |            |                            |                                   |                    |                              |
| 10. | 10.        | Modell világ               | Model Citizens                    | 2001. december 8.  | 2019. augusztus 10.          |
| Modelleket rabolnak el szerte a világban. Sam, Clover és Alex újságírónak álcázva magukat elmennek egy divatbemutatóra, ahol rájönnek, hogy egy híres ügynökség nagysikerű modellje más modellek különböző testrészeiből lett összerakva. A dolog mögött egy korábbi modell áll, aki elvesztette egyik lábát egy cirkusz témájú fotózáson és most bosszút szeretne állni az őt megkárosító ügynökségen. A küldetés során a lányok egyes testrészeit is kicserélik, hogy új modelleket gyúrjanak belőlük össze. Az altörténetben Clover és Mandy egy modellversenyen küzd egymással. Végül Clover visszalép a versenyből, pedig ő nyert volna, így a jutalmat – 20 ezer dollárt és egy sportkocsit – a második helyezettnek, Mandynek ítélik oda. |            |                            |                                   |                    |                              |
| |            |                            |                                   |                    |                              |
| 11. | 11.        | Gladiátor kémek            | Spy Gladiators                    | 2002. január 19.   | 2019. augusztus 17.          |
| Profi sportolók tűnnek el egy népszerű tévéműsorban, amelyben a résztvevőknek gladiátorokkal kell megküzdeniük, hogy elnyerjék a fődíjat. A kémek versenyzőknek álcázzák magukat, hogy kiderítsék, mi történik az elveszett atlétákkal, de hamar kiderül, hogy a show nem megrendezett: valóban meg kell küzdeniük a gladiátorokkal. A lányok jól veszik az akadályokat, ezért a műsorvezető felajánlja nekik, hogy csatlakozzanak a gladiátoraihoz, akik a korábbi versenyzőkből állnak. A kémek elutasítják, de a showman olyan nyakörvet akar rájuk tenni, ami átveszi felettük az irányítást. Regi, az egyik gladiátor segít nekik megszökni, akiről Clover korábban levette a nyakörvet, Samre azonban rákerül a nyakörv, így a lányok ellen fordul. Clover és Alex Regi segítségével kiiktatják az antennát, ami a parancsokat küldi a nyakörveknek, és ezzel felszabadítják a gladiátorokat és megnyerik a műsort. Az altörténetben egy új lány érkezik a gimnáziumba, akit nemrég engedtek ki a javítóintézetből. Alex megpróbál összebarátkozni vele, de a lány nagyon ellenséges és verekedni hívja Alexet. Az epizód végén Alex felháborodva kiáll magáért, így az új lány megkedveli. |            |                            |                                   |                    |                              |
| |            |                            |                                   |                    |                              |
| 12. | 12.        | Szilikon-völgy             | Silicon Valley Girls              | 2002. január 26.   | 2019. augusztus 24.          |
| Különböző helyszíneken komputerek fordulnak egy diák, egy tornatanár és egy szilikon-völgyi iskolaigazgatóval szemben. A lányok hamar összekapcsolják a három esetet és arra jutnak, hogy egy kipécézett fiú lehet az elkövető. Adam létrehozta a C.H.A.D. programot, amivel meg akarta leckéztetni a különböző iskolákban őt bántó tanárokat és diákokat, de a program átveszi a fiú felett az irányítást és a korábbi iskolák elleni rakétatámadásokat készít elő. Mikor a kémek megszabadítják Adamot C.H.A.D. befolyásától, a rendszer a fiú otthonára irányítja a rakétákat, de Adam elpusztítja C.H.A.D. rendszerét és időben elmenekülnek. Az altörténetben Clover az iskola bírónője, de mikor felmentené Samet és Alexet az öltözködési szabályok megszegésének vádja alól, a tanár átadja Mandynek a pozíciót, aki szemétszedésre ítéli a lányokat. A küldetés után Mandy ismét megbüntetné a barátnőket, de a tanár elveszi tőle a bírói pozíciót, amiért a lány visszaélt a hatalmával, és mikor Mandy új munkát követel, szemétszedést szab ki rá. |            |                            |                                   |                    |                              |
| |            |                            |                                   |                    |                              |
| 13. | 13.        | Süti mánia                 | Passion Patties                   | 2002. május 11.    | 2019. november 2.            |
| Dr. Keserédes egy különleges cukorkoncentrátum segítségével függőséget és gyors elhízást okozó süteményeket fejleszt ki. A kémek beépülnek a süteményeket szállító Vidám Kislányok csapatába, majd az édességgyárba is ellátogatnak. A küldetés során Clover és Jerry is megkóstolja a süteményt, majd nem bírják abbahagyni a fogyasztását és alaposan meghíznak. A lányok Dr. Keserédes ellen fordítják saját fegyverét, a WOOHP pedig kifejleszti az ellenanyagot. Az altörténetben Clover meglát egy divatos kalapot a ruhaboltban, de a közepes méret túl kicsi neki, és semmiképpen nem akarja a nagy kalapot megvenni. Miután az utolsó közepes méretű darabot Mandy veszi meg, Clover elhatározza, hogy rendel magának is egy közepeset. A küldetés után végül meggondolja magát és megveszi a nagyobb kalapot. |            |                            |                                   |                    |                              |
| |            |                            |                                   |                    |                              |
| 14. | 14.        | A zsugorító                | Shrinking                         | 2002. március 30.  | 2019. szeptember 7.          |
| Híres épületek és emlékművek tűnnek el világszerte. A kémek először a Tádzs Mahalhoz, majd a kínai nagy falhoz mennek, hogy kiderítsék, mi történik a látványosságokkal. A nagy falnál felfedeznek egy léghajót, amit kicsi emberek irányítanak: a korábbi WOOHP kutató, Smalls, és két testvére, akik egy laborbaleset során összementek. Smalls és társai Clovert is összezsugorítják, új céljuk pedig, hogy egész városokat miniatűrizáljanak, hogy ők uralkodhassanak a világon. Az altörténetben Clover görkorcsolyázás közben elcsábít egy fiút, aki elhívja randevúra. A küldetés végén Clovert csak az utolsó pillanatban változtatják vissza, ám Sam és Alex véletlenül a barátnőjük ruháit tartalmazó bőröndéket is felnagyítják, így Clovernek nem lesz mit felvennie a találkozóra és lemondja a randevút. A csalódott fiú belebotlik Mandybe és Clover helyett őt viszi randevúra. |            |                            |                                   |                    |                              |
| |            |                            |                                   |                    |                              |
| 15. | 15.        | Földönkívüliek             | Aliens                            | 2002. március 9.   | 2019. szeptember 14.         |
| Különböző helyszíneken tűnnek el emberek, a WOOHP pedig űrlényeket sejt a dolog mögött. A kémek Iowába mennek, a legutolsó eltűnés helyszínére, ahol találkoznak Dr. Hawkinggal, aki szerint a következő emberrablás Szaúd-Arábiában lesz. A lányok az arab országba utaznak, de ott rájuk támad a GOOPER nevű szervezet. Jerry Mexikóba küldi a kémeket, ahol meg is jelenik egy hatalmas repülő csészealj, ami elrabolja Alexet. Közben Sam és Clover valódi űrlényekkel találkoznak, akik a GOOPER által elfogott társaikat keresik. Behatolnak az űrhajóba, ahol megtudják, hogy Dr. Hawking a GOOPER vezetője és célja, hogy az idegeneket kihasználva kizsarolja a világ összes vagyonát az országok vezetőitől. A lányok és a földönkívüliek összedolgoznak, hogy megakadályozzák Hawking tervét. Az altörténetben Alex vezetni tanul, de ügyetlensége miatt nem megy át a vizsgán. A küldetés során azonban több járműt, köztük a repülő csészealjat is lesz alkalma vezetni, így az epizód végén megszerzi jogosítványát. |            |                            |                                   |                    |                              |
| |            |                            |                                   |                    |                              |
| 16. | 16.        | Vadiúj divat               | Wild Style                        | 2002. március 16.  | 2019. szeptember 21.         |
| A Juliet luxushajó az utasokkal és a legénységgel együtt nyomtalanul eltűnik. A lányok egy tengeri olajvezetéket követve egy lakatlan trópusi szigetre érkeznek. A magát a sziget egyetlen lakosának kiadó férfi azonban követi a lányokat és egy mérgezett tűvel eltalálja Clovert, amitől a lány egyre inkább macskává változik. A szigeten egy laborra bukkannak, ahol egy híres divattervező, Helga Von Guggen tartja fogva a hajó utasait, akiket vadállatokká alakított, hogy új bundakollekciót hozzon létre. A kémek megállítják a divattervezőt és beadják az ellenanyagot az átváltoztatott utasoknak, Von Guggen azonban az átalakító szérum tartályában végzi és csúf szörnnyé válik. Az altörténetben Clover beleszeret egy magas fiúba, ezért magastalpú cipőt kezd hordani. Mikor azonban megszólítaná a fiút, megbotlik és leteríti a kosarast. Az epizód végén Mandy is a magasított cipővel próbálja levenni a fiút a lábáról, de az epizód elei incidens után félni kezd a magas lányoktól, így Clovert választja Mandy helyett. |            |                            |                                   |                    |                              |
| |            |                            |                                   |                    |                              |
| 17. | 17.        | A fekete özvegyek          | The Black Widows                  | 2002. március 23.  | 2019. szeptember 28.         |
| Elrabolják a Méhecskék pompom-lánycsapatot, ezért a WOOHP elküldi a lányokat, hogy az országos táncversenyen beépülve göngyölítsék fel az ügyet. Mielőtt a zsűri eredményt hirdetne, betoppan a Fekete Özvegyek csapat, akik profi mozdulatokat adnak elő és végül megnyerik a versenyt. A kémek követik a csapatot és kiderítik, hogy a Fekete Özvegyek valójában robotok, akiket a csapat edzője azért fejlesztett ki, hogy leszámoljon a cheerleading sportággal. A Méhecskéket is ő rabolta el, hogy táncmozdulataikat átültesse a robotkba. Sam, Clover és Alex leleplezik az edzőt a nemzetközi pom pom lány bajnokásgon és kiszabadítják a Méhecskéket. Az altörténetben Sam benevez egy helyesírási versenyre, de Mandy is jelentkezik, akinek az apja profi nyelvészeket fogad fel, hogy lánya megnyerje a versenyt. Az epizód végén azonban Mandynek elillan a magabiztossága, mikor meglátja, mekkora a verseny nézőközönsége. |            |                            |                                   |                    |                              |
| |            |                            |                                   |                    |                              |
| 18. | 18.        | Sátáni barát               | Evil Boyfriend                    | 2002. április 6.   | 2019. október 12.            |
| Betörés történik egy közép-amerikai laboratóriumba, hogy az elkövető megszerezze a fejlesztés alatt álló láthatatlanná tévő szérumot. A kémek kivizsgálják az esetet, de semmi különöset nem találnak. A lányok közös programot terveznek, de Sam megismerkedik egy fiúval és minden idejét vele tölti, megfeledkezve barátnőiről. Egy randevú alkalmával a fiú a közép-amerikai laboratóriumba viszi Samet és megkéri a lányt, hogy segítsen neki ellopni a láthatatlanná tévő szérumot, mert az apja gonosz célokra szeretné azt felhasználni. Clover és Alex a nyomukba erednek és leleplezik a fiút, akinek a valódi célja az Egyesült Államok elnökének elrablása. A kémek követik a láthatatlan fiút a Fehér Házba és megmentik az elnököt. Az altörténetben a barátnők végre közösen tölthetik az időt, miután Sam is visszatért közéjük, de felbukkan két helyes srác, Clover és Alex pedig azonnal beléjük szeretnek. |            |                            |                                   |                    |                              |
| |            |                            |                                   |                    |                              |
| 19. | 19.        | Játékos lányok             | Game Girls                        | 2002. április 20.  | 2019. október 19.            |
| Különböző sportágak atlétái tűnnek el furcsa villanásokat követően. Jerry elküldi a lányokat egy autóversenyző megvédésére, akit az elkövetőnek nem sikerült eltüntetnie. A helyszínen azonban ismét lecsap az elkövető, egy motoros, és nemcsak a versenypilótát, hanem Alexet is eltünteti. Sam és Clover kiderítik, hogy Sárkányhölgy videójátékkészítő áll a dolog mögött, aki az új játékokba teleportálja a sportolókat. A kémek végül kiszabadítják a virtuális valóság foglyait, majd elzárják a Sárkányhölgyet. Az altörténetben Alex beleszeret egy Troy nevű televíziós szereplőbe és szeretne bejutni a show forgatására. Az epizód végén a lányoknak sikerül behatolniuk Troy öltözőjébe, ahol kiderül, hogy a fiú csak egy digitális karakter. Alex nagyon elkeseredik, de aztán találkozik Troy megalkotójával... |            |                            |                                   |                    |                              |
| |            |                            |                                   |                    |                              |
| 20. | 20.        | Kémek kontra kémek         | Spy vs. Spy                       | 2002. március 2.   | 2019. október 5.             |
| Jerry elküldi a lányokat, hogy vizsgálják ki, mi állhat a világ erőműinek megtámadása mögött. Ahogy a tengeralattjárón utaznak, egy pók alakú bomba robbanásába majdnem ők is odavesznek, de megmenti őket három nő, akik a WOOHP kémeiként mutatkoznak be. Kiderül, hogy ők voltak a szervezet kémei, de egy 7 évvel ezelőtti balesetben eltűntek és halottnak nyilvánították őket. A régi kémek átveszik Sam, Clover és Alex szerepét, akiket Jerry nyugdíjazni szeretne, ám a lányok gyanúsnak találják az esetet. Kiderítik, hogy a régi kémeket mikrochippel irányítja egy Edison nevű feltaláló, aki el akarja pusztítani a Föld összes erőművét, hogy az államok tőle vásároljanak napenergiát. Az altörténetben Clover megpillantja Robbie-t, a fiút, aki általános iskolában folyton gúnyt űzött belőle. A fiú elhívja randira Clovert, aki belemegy, hogy az alkalmas pillanatban bosszút álhasson Robbie csínyeiért. A moziba érve Clover úgy dönt, mégis ad egy esélyt a fiúnak, de az újból megtréfálja a lányt. Clover mérgében nyakonönti Robbie-t az üdítőjével, akit utána jól kinevet a mozi közönsége.                                                                         |            |                            |                                   |                    |                              |
| |            |                            |                                   |                    |                              |
| 21. | 21.        | Te hiszel a varázslatban?  | Do You Believe in Magic?          | 2002. június 1.    | 2019. november 23.           |
| Értékes festményeket rabolnak el egy halottnak vélt világhírű bűvész trükkjeit felhasználva. A kémek egy licitálásra beépülve igyekeznek megállítani a műtárgyak további ellopását, de ehelyett Alexnek is nyoma vész a kiállított alkotásokkal együtt. Sam és Clover felkeresi a bűvész unokája által működtetett múzeumot Romániában, de a fiú rendkívül ellenségesen fogadja őket. A lányok visszaosonnak a kastélyba, ahol rátalálnak Alexre és az elrabolt műtárgyakra. Ekkor felbukkan a tolvaj is, aki nem más, mint maga az elhunytnak hitt bűvész, aki hipnotizálja unokáját, hogy a fiú segítse tervét. Az altörténetben a lányok fotóversenyre készülnek, de Mandy rájuk nyit a sötétített szobában és ezzel elrontja a fényképüket. A zsűrinek azonban megtetszik a hibás fénykép és a lányok kapják az első díjat. |            |                            |                                   |                    |                              |
| |            |                            |                                   |                    |                              |
| 22. | 22.        | A bevásárlóközpont foglyai | Malled                            | 2002. május 25.    | 2019. november 16.           |
| A világ számos pontján rabolnak el embereket nagy bevásárlóközpontok megnyitásakor. A kémek Kairóba utaznak egy új pláza megnyitójára, ám Sam az épületben ragad és a vásárlókkal együtt elrabolják. Clover és Alex kiderítik, hogy a dolog mögött egy férfi áll, akinek londoni üzlete helyén hatalmas plázát nyitottak. Az elrabolt emberekből fogyasztásellenes katonákat hoz létre és célja, hogy leszámoljon konzumerista társadalommal. Következő célpontja a Beverly Hills-i új bevásárlóközpont, ám a lányok megállítják a szabotázsakciót. Az altörténetben egy bevásárlóközpontban Clover felbosszantja Mandyt, aki bosszúból egy parfümöt csempész a lány táskájába. Clovert bolti tolvajnak hiszik, ám Jerry kamerabájátszásának köszönhetően végül kiderül az igazság, és Mandyt büntetik meg. |            |                            |                                   |                    |                              |
| |            |                            |                                   |                    |                              |
| 23. | 23.        | Lélekgyűjtő                | Soul Collector                    | 2002. május 18.    | 2019. november 9.            |
| Egy nívós iskola diákjai szinte zombimód viselkednek, teljesen elgyengültek. Sam, Clover és Alex magukat helyettesítő tanárnak álcázva beépülnek az iskolába, ahol kiderítik, hogy az igazgató elszívja a tanulók fiatalságát. Következő célpontja egy népszerű együttes koncertje, ahol rengeteg fiatal vesz részt és ahova a lányok is hivatalosak. Megállítják az igazgatót, akiből csak hamu marad, és megmentik a koncertet. Az altörténetben a fiatalsági verseny előtt Mandy észrevesz egy ősz szálat Sam hajában, ami miatt a lány elkeseredik. Végül kiderül, hogy csak egy szürke festékes hajszál volt. A Fiatalos szellem verseny győztesének azonban valamelyik lány helyett egy ötven fölötti tanárnőt választanak meg. |            |                            |                                   |                    |                              |
| |            |                            |                                   |                    |                              |
| 24. | 24.        | Gépek vagy emberek?        | Man or Machine                    | 2002. június 25.   | 2019. december 7.            |
| A világ vezetői sorra rendkívül veszélyes döntéseket hoznak, ezért a kémek meglátogatják a japán császárt, akinek a felesége egykor WOOHP ügynök volt. Kiderítik, hogy az uralkodót lecserélték egy robotra, és mikor utána járnak, rábukkanak a világ vezetőire, akiket egy robotokat fejlesztő férfi rabolt el. A lányok megsemmisítik az állam- és kormányfőknek álcázott robotokat és visszahelyezik a hús-vér vezetőket pozícióikra. A cselszövőről pedig kiderül, ő maga is egy robot. Az altörténetben Clover és Alex megpróbálják rávenni Samet, hogy görkorizzon velük a plázában, de ő inkább az olvasást választja, ezért barátnői kigúnyolják. Az epizód végén Sam hívja görkorcsolyázni Clovert és Alexet, de a lányok teljesen kimerültek a küldetésben, így most Sam gúnyolódhat rajtuk. |            |                            |                                   |                    |                              |
| |            |                            |                                   |                    |                              |
| 25. | 25.        | A jég üstökös              | Ice Man Cometh                    | 2002. június 8.    | 2019. november 30.           |
| A Fiji-szigeteken kitör a vulkán, de láva helyett hótömeget lövell ki magából, befagyasztva az egész szigetet. A lányok utána járnak, és míg a szigeten tartózkodnak, az egész világra elkezd kiterjedni az új jégkorszak. A kémek a tenger alatt megtalálják az elkövetőt, aki Samet és Alexet jébörtönbe zárja, Clovert pedig magával viszi társaságnak. Sam és Alex azonban barátnőjük segítségére siet és közösen megállítják a gonoszt. Az altörténetben Clover egy szerelmes verset kap, majd mikor megtudja, hogy azt a sakk-klub elnökétől kapta, visszautasítja a fiút. A fiú jégkirálynőnek nevezi, amit Clover igyekszik megcáfolni. Az epizód végén bocsánatot kér a fiútól és randira hívja, de a fiú elutasítja Clover közeledését. |            |                            |                                   |                    |                              |
| |            |                            |                                   |                    |                              |
| 26. | 26.        | Horror – 1. rész           | A Spy is Born – Part 1            | 2002. május 4.     | 2019. október 26.            |
| Marco Lumiére, egy elutasított filmrendező sorra rabolja el a híres színészeket. Jerry elküldi a kémeket Bruce Williams filmcsillag megvédésére, de a sztár elrablását nem tudják megakadályozni. A következő célpont a világ negyedik legnépszerűbb színésznője. Alex a filmsztár bőrébe bújik, hogy kiderítsék, ki áll a dolog mögött, ám Sam és Clover nem tudják megakadályozni barátnőjük elrablását. Kiderül, hogy Lumiére egy olyan katasztrófafilmet szeretne forgatni, amelyben a világ legkeresettebb színészei valós időben menekülnek a nekik állított csapdák elől. A lányok azonban megmentik a filmsztárokat a veszélyes forgatásról, Lumiére-t pedig a WOOHP őrizetbe veszi. A rendező azonban megmenekül, másnap pedig Sam és Clover azzal szembesül az iskolában, hogy Alexet elrabolták. Az altörténetben Samet választják az iskola legnépszerűbb diákjának és mindenki autogrammot szeretne tőle kérni. Mandy a szavazatokat újraszámlálva kideríti, hogy valójában ő a legnépszerűbb tanuló és a diákok őt kezdik el rajongásukkal ostromolni. |            |                            |                                   |                    |                              |

### 2. évad (2003)
| Epizód | Epizód     | Gyártási kód | Cím                       | Angol cím                     | Eredeti sugárzás  | Hivatalos Youtube közzététel |
| A sorozatban | Az évadban | Gyártási kód | Cím                       | Angol cím                     | Eredeti sugárzás  | Hivatalos Youtube közzététel |
| --- | ---------- | ------------ | ------------------------- | ----------------------------- | ----------------- | ---------------------------- |
| |            |              |                           |                               |                   |                              |
| 27. | 1.         | 027          | Horror – 2. rész          | A Spy Is Born – Part 2        | 2003. április 7.  | 2019. december 21.           |
| Sam és Clover a Lumiére által adott fejtörők alapján Alex keresésére indul, miközben a rendező rögzíti akcióikat. A küldetés során a lányokat majdnem vonatbaleset éri és véletlenül aktiválnak egy interkontinentális ballisztikus rakétát is, ám végül kiderítik, hogy barátnőjüket a WOOHP székházban tartják fogva. Sam, Clover és Jerry megmentik Alexet, Lumiére-t pedig végleg őrizetbe veszik, és a filmjét is megsemmisítik. Az altörténetben Sam egy bizonyos AJ monogramú titkos rajongó ebédelni hívja. Clover biztatására Sam elfogadja a meghívást, abban bízva, hogy azt egy népszerű fiú küldte. Az epizód végén azonban kiderül, hogy Arnold a titkos hódoló. |            |              |                           |                               |                   |                              |
| |            |              |                           |                               |                   |                              |
| 28. | 2.         | 028          | Ide nekem a múmiát!       | I Want My Mummy               | 2003. április 8.  | 2019. december 28.           |
| Az oxfordi egyetem neves archeológus professzora nyomtalanul eltűnik az arany szkarabeusok utáni kutatása során Egyiptomban. Jerry elküldi a lányokat, hogy segítsenek Iannak, az elveszett régész kutatótársának megtalálni a maradék kettő szkarabeust és kinyomozni, mi történhetett a professzorral. Ian a szkarabeusok átkát emlegeti, ám a kémek a fiatal régészt gyanúsítják a professzor eltüntetésével. Mikor azonban a második szkarabeus megtalálásakor Ian és Alex egy alagútba zuhan, Sam és Clover követi őket és rájönnek, hogy maga a professzor színlelte az eltűnését, hogy megszerezze az egyiptomi műkincseket és velük együtt az örök életet és végtelen hatalmat. Az altörténetben Clover nagyon büszke a legutóbbi küldetés során vásárolt gyűrűjére és alig várja, hogy mindenki láthassa azt a jótékonysági bálon. Mandy azonban egy rubingyűrűvel jelenik meg, aminek a felajánlásával őt választják meg a "Legjótékonyabb tininek". Testnevelés órán Mandy elhagyja a gyűrűjét és Clover talál rá, de pont ekkor szólítja őket Jerry. A küldetés során Clover megtudja, hogy Mandy gyűrűje hamis gyémánt, de nem mondja el neki, mikor visszaadja azt a lánynak. A gyűrű azonban leesik és összetörik a díjátadó során, így kiderül, hogy az ékkő hamisítvány. Az első helyezett így Mandy helyett a penészgomba kolóniáját felajánló Arnold lesz. |            |              |                           |                               |                   |                              |
| |            |              |                           |                               |                   |                              |
| 29. | 3.         | 029          | Végzetes hajvágás         | Evil Hair Salon               | 2003. június 9.   | 2020. január 4.              |
| Különleges hajú emberek tűnnek el sorra. A kémek az egyik elveszett lány testvérétől megtudják, hogy utoljára egy fodrászszalonban járt. A szalont meglátogatva Clovert különleges kezelésre invitálják, ám hajápolás helyett egy parókaüzembe szállítják. Sam és Alex behatolnak a híres parókakészítő gyárába és kiszabadítják onnan a mesterséges módon megnövesztett hajú nőket. A tervezőről pedig kiderül, hogy ő maga kopasz! Az altörténetben a lányok meglepetésbulit akarnak szervezni Jerrynek a születésnapja alkalmából. A küldetés miatt nem marad rá idejük, így egy különleges parókát ajándékoznak neki. |            |              |                           |                               |                   |                              |
| |            |              |                           |                               |                   |                              |
| 30. | 4.         | 030          | A fúj faktor              | The Yuck Factor               | 2003. április 10. | 2020. január 11.             |
| Jerry furcsán viselkedik és azt a küldetést adja a lányoknak, hogy szabadítsanak ki három foglyot egy szigorúan őrzött börtönből. A kémek teljesítik a feladatot, de nem hagyják őket nyugodni a történtek. Kinyomozzák, hogy egy volt WOOHP tudós, egy bizonyos Dr. V. miniatűrizálta magát, hogy Jerry agyába jusson és átvegye az ügynökség, és azon keresztül a világ feletti irányítást. A lányok azonban összezsugorítva behatolnak Jerry testébe és kiűzik onnan Dr. V.-t. Az altörténetben a biológiatanár békaboncolásra készül. Alex mindenképpen szeretné elkerülni a feladatot, de a tanár hajthatatlannak tűnik. A lányok a küldetés miatt lemaradnak a boncolásról, cserébe viszont a Jerry testében tett utazás alapján nagyon alapos dolgozatot írnak az emberi test működéséről. A tanár elengedi nekik a boncolást, viszont nekik ajándékozza a megmaradt békákat. |            |              |                           |                               |                   |                              |
| |            |              |                           |                               |                   |                              |
| 31. | 5.         | 031          | Fair Play                 | It's How You Play the Game    | 2003. április 11. | 2020. január 18.             |
| A téli olimpián Zanzibár csapata gyanúsan jó eredményeket ér el. A lányok kiderítik, hogy a csapat edzője tanulást és erőnlétet serkentő mechanikus bogarakat csempészett a sportolók szervezetébe, azért tanulták meg különösebb gyakorlás nélkül a kellő mozdulatokat. Az edző elfogja a kémeket és arra kényszeríti Clovert, hogy helyettesítse a gyengélkedő műkorcsolyázót és nyerje meg az aranyérmet a csapatnak, különben barátai odavesznek. Sam és Alex azonban kiszabadulnak és elérik, hogy a sportolók kitüsszentsék a robotokat. Az altörténetben Sam, Clover és Alex ugyan abba a fiúba, Davidba szerelmes, aki azonban nem tud közülük választani. |            |              |                           |                               |                   |                              |
| |            |              |                           |                               |                   |                              |
| 32. | 6.         | 032          | A napozás veszélyei       | Here Comes the Sun            | 2003. április 13. | 2020. január 25.             |
| Hirtelen hősugarak érik a téli Moszkvát, a kémek pedig úgy sejtik, hogy az új 10000 faktoros naptejet forgalmazó cégnek köze lehet a dologhoz. Alaszkába mennek, a gyártó telephelyére, ahol kiderítik, hogy a termék megalkotója és egyben modellje, Napsugár lyukat akar égetni az ózonrétegbe, hogy az emberek kénytelenek legyenek megvenni méregdrága naptejét az erős sugárzással szembeni védelem érdekében. Az altörténetben David ihletet keres a festményéhez, ezért Clover és Mandy is felajánlja, hogy modellt áll neki. A küldetés végével Clover szeretné, ha David az igazi énjét örökítené meg, de a fiú már Mandyt kezdte el festeni. Davidet azonban megihleti Clover csalódottsága, ezért mégis inkább őt festi meg. |            |              |                           |                               |                   |                              |
| |            |              |                           |                               |                   |                              |
| 33. | 7.         | 033          | A megorrontott cselszövés | Green with N.V.               | 2003. április 14. | 2020. február 1.             |
| Férfiak tömegei hagyják ott hosszútávú kapcsolataikat egy új kölni hatására, ami az "igaz szerelmük" megtalálására készteti őket. A lányok kinyomozzák, hogy egy Natalie Valentine nevű nő áll a dolog hátterében, aki így akar elégtételt venni azért, hogy gimnáziumban egy fiú sem érdeklődött utána. NV a saját verejtékét keveri a parfümbe, hogy elérje a férfiak vonzalmát. A lányok csapdába esnek és mikor azt hiszik, Jerry a megmentésükre siet, azzal szembesülnek, hogy a WOOHP főnöke is a kölni hatása alatt áll és élete szerelmének hiszi Natalie Valentine-t. A kémek azonban kiszabadulnak és saját izzadtságukból parfümöt készítenek, amivel elérik, az őket őrző férfiak segítsenek nekik megállítani NV-t. Az altörténetben a lányok még mindig odavannak Davidért, de megállapodnak, hogy egyikük sem hívja el a közelgő bálra. A küldetés során azonban mindegyikük üzenetet küld neki. Az epizód végén a barátnők bevallják egymásnak, hogy mind meghívták a fiút, és az jut eszükbe, hogy legyen mindhármuk párja, ám David már Mandyvel megy a bálba. A lányok kísérő híján Jerryt akarják elhívni, aki nem akar menni, ekkor azonban a kémek befújják az igazgatót a maradék kölnivel. |            |              |                           |                               |                   |                              |
| |            |              |                           |                               |                   |                              |
| 34. | 8.         | 034          | Ez a fiúbandák sorsa      | Boys Bands Will Be Boys Bands | 2003. április 15. | 2020. február 8.             |
| A Tinipopnak, a hét legmenőbb fiúbandájának az egyik tagja eltűnik, az együttesért rajongó kémeket pedig Jerry a felkutatására küldi. A lányok azonban csak rövid ideig maradhatnak a bandával, ugyanis az eltűnt tag hirtelen megjelenik, de valami különös vele kapcsolatban. A kémek visszatérnek kideríteni a furcsaságot, ekkor a banda egy másik tagját is elrabolják. Üldözik az ismeretlen elkövetőt, de egyszer csak szembe jön velük az elrabolt fiú. A lányok folytatják a kutatást és rátalának az eltűnt bandatagokra, akiknek azonban az elrablóik kicserélték az arcukat a sajátjukkal. Az elkövetők nem mások, mint a tavalyi népszerű fiúbanda, a Cukor Fiúk, akik így akarják visszaszerezni hírnevüket. Alex arcát is kicserélik egy csúnya nőével, majd Oroszországba repülnek, hogy koncertet adjanak az elnök lányának. A közönség azonban rájön, hogy nem a Tinipop zenél, így veszélybe kerülnek a nemzetközi béketárgyalások. Ekkor megérkeznek azonban a kémek, akik visszacserélik a bandatagok arcait és folytatódhat a koncert. Az altörténetben Mandy a legújabb tetoválásával dicsekedik a lányoknak. Annak népszerűségét kihasználva Mandy medencés bulit szervez, amire Samet és Clovert is meghívja, Alexet azonban nem, mert szerinte nem elég trendi, ezért Alex elhatározza, hogy ő is tetoválást csináltat. Az epizód végén Sam és Clover magukkal viszik barátnőjüket Mandy bulijára, de mikor az észreveszi Alexet, ki akarja tessékelni a rendezvényről. Alex azonban meglöki, így Mandy megcsúszik és a medencébe esik. Ekkor elmosódik a tetoválása és mindenki rájön, hogy nem igazi és otthagyják a bulit. Másnap David azt mondja Alexnek, hogy örül, hogy ő nem csinálna csak a népszerűség kedvéért tetoválást, majd meghívja a lányokat egy kávéra. |            |              |                           |                               |                   |                              |
| |            |              |                           |                               |                   |                              |
| 35. | 9.         | 035          | A deszka hőse             | I Dude                        | 2003. április 16. | 2020. február 15.            |
| Egykori szörfparadicsomokat mosnak el óriáshullámok, a kémek dolga pedig kideríteni, mi állhat a dolog mögött. Rájönnek, hogy egy híres szörfös okozza a hullámokat azáltal, hogy az antarktiszi jégtáblákat az óceánba omlasztja. Célja, hogy bosszút álljon a tengerpartok városiasodása miatt. A következő célpontja Los Angeles, ahol Beverly Hills is található, ezért a lányoknak különösen fontos a szörfös megfékezése. Az altörténetben a konyhásnőt lecserélik egy robotra. Sam és David tenni akarnak valamit érte, ezért éhségsztrájkba kezdenek. Sam az egész epizód alatt kimerült az éhségtől, a rész végén pedig inkább tárgyalásokkal oldják meg a problémát és visszaszerzik a konyhásnő állását. |            |              |                           |                               |                   |                              |
| |            |              |                           |                               |                   |                              |
| 36. | 10.        | 036          | Anyák napja               | Mommies Dearest               | 2003. április 9.  | 2020. február 22.            |
| A lányok szeretnék meglepni édesanyjukat anyák napja alkalmából, ezért egy közös kikapcsolódást szerveznek egy wellness fürdőbe. Az anyák azonban furcsán viselkednek: rátámadnak saját lányaikra. A kémek igyekeznek segítséget kérni Jerrytől, de ő éppen saját édesanyja elől bújkál, aki azt hiszi, fia hoteligazgató. A lányok kiderítik, hogy Tim Scam megszökött és egy karpereccel irányítja az anyákat, hogy kiiktassák a kémeket. A lányok azonban megoldják a helyzetet és folytatják a wellnessezést. |            |              |                           |                               |                   |                              |
| |            |              |                           |                               |                   |                              |
| 37. | 11.        | 037          | Zooney világa             | Zooney World                  | 2003. június 17.  | 2020. február 29.            |
| Gyerekek tűnnek el sorra, ami közös bennük pedig az, hogy mind a Zooney című televíziós sorozat rajongói. A kémek ellátogatnak a sorozat produceréhez magukat újságíróknak álcázva, de megzavarja az interjút a producer kisfia, aki szeretne együtt ebédelni édesapjával. A producer csúnyán leteremti, amiért megzavarta a fontos interjút. A lányok tovább nyomoznak és rájönnek, hogy az eltűnt gyerekeket a Zooney sisakkal irányítja valaki, hogy a felnőttek ellen forduljanak. A producer kisfia áll a háttérben, aki így akar bosszút állni, amiért apja nem foglalkozik vele. A lányok azonban eltávolítják a sisakokat a gyerekekről, a producer pedig megígéri, hogy több időt tölt majd fiával. Az altörténetben Clover unokatestvére, Norman megzavarja a lányokat tévé nézés közben, de Clover édesanyja a lányt ítéli szobafogságra. Clover alig tud kilopózni a küldetésre, de mikor Norman is a sisak hatása alá kerül, elhatározza, hogy ő is mindenképpen Sammel és Alexszel tart. A kémkütyük segítségével elhiteti édesanyjával, hogy végig a szobájában van, aki ezért megdicséri lányát. Az epizód végén Clover átprogramozza a Zooney sisakot, hogy Norman kedves legyen hozzájuk. |            |              |                           |                               |                   |                              |
| |            |              |                           |                               |                   |                              |
| 38. | 12.        | 038          | Elnöki bébicsőszök        | First Brat                    | 2003. június 18.  | 2020. március 7.             |
| Jerryt horgászni hívja az Egyesült Államok elnöke, ráadásul előléptetést is ígér neki. Cserébe annyit kér, hogy a három legjobb ügynöke vigyázzon a kislányára, mert aznap a dadusnak szabadnapja van. Jerry Samet, Clovert és Alexet bízza meg a feladattal, akik azonban azzal szembesülnek, hogy amint egyedül maradnak a 11 éves Madisonnal, azonnal elkezd rosszalkodni. A kislányt azonban váratlanul elrabolják, a kémek pedig igyekeznek megmenteni anélkül, hogy az elnök tudomást szerezne a történtekről, hogy megmentsék Jerry imázsát. A lányok kiderítik, hogy Madisont a saját dadusa rabolta el, aki a kislányon keresztül akarja elérni, hogy kiengedjék a férjét a börtönből. Ám épp mikor az elnök engedne a zsarolásnak, Sam, Clover és Alex megmentik a helyzetet, megőrizve a WOOHP jó hírét. Az epizód végén mindannyian elnöki kitüntetésben részesülnek, ám Jerry végül nem fogadja el az előléptetést, mert inkább a WOOHP vezetője szeretne maradni. |            |              |                           |                               |                   |                              |
| |            |              |                           |                               |                   |                              |
| 39. | 13.        | 039          | Ariel amazonjai           | W.O.W.                        | 2003. április 21. | 2020. március 14.            |
| Egy nő, Ariel az összes nő testvériségét meghipnotizálja, hogy gonoszak legyenek. Sam is Ariel rokonja, így ő is gonosszá változik. Clover és Alex viszont közbeszólt, és megtörték a hipnotizálásokat, de Ariel eltűnt, nem kapták el. Az altörténetben Clover meghallja, hogy Arnold egy titkos fiú klubot rendez. Mindenképp be akar lépni a klubba, de Mandy sincs ezzel máshogy. A küldetés után sikerült Clovernek bejutni a klubba, ahol aztán észre vette, hogy ott Mandyt istenítették. |            |              |                           |                               |                   |                              |
| |            |              |                           |                               |                   |                              |
| 40. | 14.        | 040          | Révület                   | Stark Raving Mad              | 2003. április 22. | 2020. március 21.            |
| Sebastian megszökik a börtönből, és a lányok kedvenc helyeit tönkreteszi egy rév party hipnotizált embereivel. A zenét meghipnotizálja, így minden hallgatója annak őrültté válik. A lányok mindent megtettek, hogy ne sikerüljön a gonosz terv, de Sebastiant nem tudták megállítani. Végül a lányok suliját tette tönkre, miközben Jerry közbelép, és mindent megment. Az altörténetben Alex összetöri a tükrét, emiatt hét éves balszerencsére számít. A küldetés végén Clover és Sam áttolja Alexet egy létra alatt, így Alex balszerencséje ugyan véget ért, de a másik két lány most kapta meg azt. |            |              |                           |                               |                   |                              |
| |            |              |                           |                               |                   |                              |
| 41. | 15.        | 041          | Hollywood varázsa         | Starstruck                    | 2003. április 23. | 2020. március 28.            |
| Egy idős nő elrabol egy színészt, és a lányok mindenképp meg akarják őt találni. Megkérik Jerryt, hogy adjon nekik kütyüket a küldetéshez, hisz Jerry nem tartja ezt hivatalos WOOHP küldetésnek. Végül sikerül elkapni a gonoszt. Az altörténetben Clover ügyvédet fogad egy színészi ájánlás megszerzéséhez. A baj az, hogy Mandy is erre az ajánlásra pályázik, és sikerül is neki, de a hírdető táblája nagyon megalázó lett, így mindenképp le akarja vetetni. |            |              |                           |                               |                   |                              |
| |            |              |                           |                               |                   |                              |
| 42. | 16.        | 042          | K.É.M.                    | S.P.I.                        | 2003. április 24. | 2020. április 4.             |
| Döbbenetesen fogadják a hírt a lányok és Jerry, hogy a K.É.M. kiütötte a WOOHP-ot, és van helyettük egy másik csapat. A K.É.M.-et Geraldine Hunks vezeti, egy megbukott WOOHP ügynök. (WOOHP ügynöknek készült, de nem sikerült neki.) Samnek fura volt az egész, és egy kicsit nyomozott. Kiderült, hogy a bűnözők, akiket a K.É.M. elkapott, mind ugyan azok voltak, a K.É.M.-nek dolgoztak, hisz Geraldine bosszút akart állni a WOOHP-on. A lányok mindenre rájöttek, majd megállították Geraldinet, és az ügynökeit. Az altörténetben Clover és Alex egy állásinterjúra készülnek, de a küldetés végén mindketten feladják azt, hiszen ők kémek, és szeretik az állásukat. |            |              |                           |                               |                   |                              |
| |            |              |                           |                               |                   |                              |
| 43. | 17.        | 043          | Állatvilág                | Animal World                  | 2003. április 27. | 2020. április 11.            |
| Egy őrült tudós, Dr. Fox azt a tervet eszelte ki, hogy az állatokat emberi DNS-sel beprogramozva, és az állatgondozóikba az állati DNS-t beiktatva akar bosszút állni az állatkerteken a fogva tartott élőlények miatt. Azonban a pekingi állatkert gorillája, Sherman erőszakkal átveszi az irányítást, és minden embert állati viselkedéssel akar felruházni, így a lányok kénytelenek megállítani őt is. Az altörténetben Clover és David verseket írnak az irodalomórára, és David el akarja hívni a lányt egy randira, hogy közösen átnézzék egymás verseit. A WOOHP viszont ugyanezen a napon egy céges pikniket szervez, így Clover kénytelen lemondani a várva várt találkozót, de nehézségek akadnak a lemondással kapcsolatban (Clover szerint David érzékenyen reagál, ha elutasítják), végül David mondja le a randit a lány nagy csalódására. |            |              |                           |                               |                   |                              |
| |            |              |                           |                               |                   |                              |
| 44. | 18.        | 044          | A természet lágy ölén     | Nature Nightmare              | 2003. június 19.  | 2020. április 18.            |
| Rejtélyes eltűnések történnek egy kanadai erdőben, amelynek helyi lakosok és egy hírszerző csapat is áldozatául esik. A lányok kiderítik, hogy egy őrült botanikus, Dr. Zero genetikailag módosította az erdő fáit, hogy támadják meg és ejtsék foglyul az összes betolakodót, majd gubókba zárva falják fel azokat. Miután a növények elragadják Alexet is, Clover és Sam együttes erővel győzik le a központi fát, és megállítják a gonosz tervet. Az altörténetben David hegymászó túrára indul, és Clover hiába könyörög neki, hogy vigye őt is magával, a fiú nem egyezik bele, mivel hogy nem lát a lányban elég "extremitást", és sok felügyelet kellene neki. Clover mindennel próbálkozik, hogy megmutassa a fiúnak, igenis tud extrém lenni, ha kell. Végül a küldetés után a fiú sérülten, begipszelve érkezik meg a suliba, azonban addigra kiderül, hogy Mandy-t fogadta fel ideiglenes ápolójának, mivel most az ő gyengédségére vágyik. |            |              |                           |                               |                   |                              |
| |            |              |                           |                               |                   |                              |
| 45. | 19.        | 045          | Alex kiszáll              | Alex Quits                    | 2003. április 18. | 2020. április 25.            |
| Számos bűnöző ellógott az igazság elől a WOOHP korábbi küldetésein Alex végzetes bakijai miatt, amiért a lány felelősnek érzi magát. Jerry egy új küldetéssel bízza meg a lányokat – meg kell állítaniuk egy gonosz tervet, amely az egész világot lelassítaná. Ezzel a küldetéssel egy új kém, Britney is meg lett bízva, akire Clover és Sam több figyelmet fordítanak okossága és rátermettsége miatt, így Alex még inkább bosszús lesz. Végül egy újabb baklövés után a lány kiszáll a WOOHP ügynökségéből, a lányok bíztatásai sem győzik meg őt, hogy maradjon. Alex az ekkori küldetés előtt megbukik a kémia vizsgáján is a suliban, viszont tanulmányai során rájön, hogy amiket korábban a molekulákról tanult, segíthetnek megállítani az eddigi legbizarabb és leglassúbb ütemű küldést is. |            |              |                           |                               |                   |                              |
| |            |              |                           |                               |                   |                              |
| 46. | 20.        | 046          | Teljes a zűrzavar!        | Totally Switched              | 2003. június 20.  | 2020. május 2.               |
| Liverpool városában a lányok azt vélik feldedezni, hogy különböző foglalkozású emberek hirtelen és furcsa módon személyiséget cseréltek. Rájönnek, hogy egy őrült pszichiáter, Dr. Gray áll a dolog mögött, ugyanis elege lett a betegei folyamatos panaszkodásából, és szerinte "meg kellene tanulniuk egymás cipőiben járni". Gonosz tervének része az is, hogy az Egyesült Államok elnökének személyiségét egy rodeo-bohócéval cserélje ki, ám a lányoknak időben sikerül megállítani őt. Az altörténetben Clover interjúra készül a zeneiparban jártas, jóképű Anson Carter-rel, míg Jerry-t az angol királynő lovaggá tervezi ütni. Mivel azonban Dr. Gray megcserélte az ő személyiségeiket is, életük legcikibb pillanataira készülhetnek... |            |              |                           |                               |                   |                              |
| |            |              |                           |                               |                   |                              |
| 47. | 21.        | 047          | A sítúra                  | Ski Trip                      | 2003. június 22.  | 2020. május 9.               |
| A lányok az osztályukkal síkirándulásra mennek, aminek már nem lesz jó kimenetele, mikor kiderül, hogy Mandy is a szobatársuk lesz. Ráadásul egy korábban elkapott gonosztevő, Dr. Gelee is visszatér, és bosszút esküszik a kémeken. Mivel Mandy síruhája nagyon hasonlít Clover kémegyenruhájára, így a gonosz őt rabolja el, és a lányoknak meg kell menteniük őt is, és a kirándulásukat is. Az akció után Mandy újra barátja lesz a kémeknek – egy rövid ideig. |            |              |                           |                               |                   |                              |
| |            |              |                           |                               |                   |                              |
| 48. | 22.        | 048          | A liftben                 | The Elevator                  | 2003. június 30.  | 2020. május 16.              |
| Betörés történik a Nemzetközi Információs Iroda épületében, és Jerry utasítja a lányokat, hogy állítsák meg a betörőt. Ám a tettes a 97 emeletes épület liftjébe csalja őket, és elszakítja a kábeleket, így a kémek egy végzetes zuhanó csapdában rekedtek (amely időnként megakad), és sehogy sem tudnak kiszabadulni. Próbálkozásaik során visszaemlékeznek a korábbi küldetéseikre, és a WOOHP-ot hibáztatják, hogy kockára tették nemcsak a kém karrierjüket, de az életüket is. Mikor a lift egy kisebb tűz hatására végleg leszakad, Jerry megmenti a lányokat, és a bűnözőt is addigra sikerült elfogni. A lányok hálásan köszönik meg Jerry-nek, hogy kiállt mellettük a bajban, ahogyan máskor is tette. Az altörténetben Clover hármas randit szervez amerikai futballt játszó fiúkkal, akik történetesen testvérek. Sam és Alex kifejezetten nem örülnek, erőltetve érzik a randit. A lányok a fiúkkal egy filmet néztek volna a moziban, de mivel a liftes eset pont ekkor zajlott le, lemaradtak a filmről. Ekkor Clover azt is észreveszi, hogy a fiúk nem is törődtek azzal, hogy a lányok ott sem voltak, végül otthagyja őket. |            |              |                           |                               |                   |                              |
| |            |              |                           |                               |                   |                              |
| 49. | 23.        | 049          | Valentin nap              | Matchmaker                    | 2003. július 2.   | 2020. május 23.              |
| Valentin-nap van, és mindenki a saját szerelmét próbálja megtalálni. Ám Clover pont ezen a napon "randiböjtöt" tart, és általános viselkedésének ellentmondóan kerüli a fiúkat. Időközben Beverly Hills különböző pontjain randi-szervező számítógépek bukkannak fel, amelyek több lány, beleértve Sam és Alex ideális fiúbarátját teremtik meg. Azonban egy csúnya összeesküvés áll a dolog mögött – egy fiú, aki képes alakot váltani, a környék összes lányának tetszését akarja elnyerni a számítógépes barátok alakjában. Mivel Clover az egyetlen, aki nem dőlt be a trükknek, neki kell megmentenie a sok lányt szíveik összetörésétől. |            |              |                           |                               |                   |                              |
| |            |              |                           |                               |                   |                              |
| 50. | 24.        | 050          | Agyelszívás               | Brain Drain                   | 2003. július 3.   | 2020. május 30.              |
| Az Agytörők kvízműsor versenyzői, mikor épp válaszolnának a nekik feltett kérdésekre, egyszer csak elfelejtik, amit mondani szeretnének. A műsor házigazdája, Larry Large ugyanis a versenyzők kapszuláiba egy agyelszívó szerkezetet szerelt, amivel a versenyzők tudását (köztük Sam-ét is, aki időközben részt vett a műsorban) átülteti az ellenük vetélkedő pincérnő, Margie agyába, aki történetesen a menyasszonya. Így az összes versenyző teljesen megbolondul, így Clover és Alex feladata megállítani a gonosz tervet. |            |              |                           |                               |                   |                              |
| |            |              |                           |                               |                   |                              |
| 51. | 25.        | 051          | Szűkre szabott karrier    | Fashion Faux Pas              | 2003. július 4.   | 2020. június 6.              |
| Helga von Guggen, akit korábban a "Vadiúj divat" című epizódban láthattunk, megszökött a börtönből, és bosszút esküszik. Az elkövetkező Beverly Hills-i divatbemutatóra megalkotta saját vadonatúj ruházati márkáját, a Mystique szériát, amivel még a lányok tetszését is elnyeri. Azonban az összes általa tervezett ruhadarab nem vehető le, és egy gombnyomás hatására halálra szorítaná viselőit. Ám Sam időben rájön, hogy forró gőz segítségével a ruhák fellazulnak, így esélyük lesz Helgát megállítani. Az altörténetben Sam megismerkedik a plázában egy Tyresius nevű jövendőmondóval, akit először hamisnak vél, viszont minden, amit eddig ő megjósolt, valóra vált, így a lány a küldetés során is kér a képességéből, szinte már függ tőle. Az epizód végén viszont kiderül, hogy Tyresius tényleg nem egy igazi jós, mivel azon kívül lufiárus bohócként is dolgozik. |            |              |                           |                               |                   |                              |
| |            |              |                           |                               |                   |                              |
| 52. | 26.        | 052          | Veszedelmes játékszerek   | Toying Around                 | 2003. július 6.   | 2020. június 13.             |
| Seth, egy játéktervező mikrocsipeket lopott el egy szupertitkos katonai bázisról a játékkatonái segítségével, hogy azokat élethűbbé tegye velük. Ám a mikrocsipekkel felszerelt játékok a tudta ellenére fellázadnak ellene és világuralomra törekednek. A lányok együttes erővel állítják meg Seth gondatlanul elsült cselekményét. Az altörténetben Clover új barátja, Randy minden kis részletére odafigyel és minden kis apróságot megtesz helyette – Sam és Alex szerint Clover játékszerként kezeli őt. Végül a lány rájön, hogy kihasználja a fiút és a küldetés után szakít vele, azonban Randy épp most hívta volna meg egy Tinipop koncertre... |            |              |                           |                               |                   |                              |

### 3. évad (2004-2005)
| Epizód       | Epizód     | Gyártási kód | Cím                           | Angol cím                     | Eredeti sugárzás     | Hivatalos YouTube közzététel |
| A sorozatban | Az évadban | Gyártási kód | Cím                           | Angol cím                     | Eredeti sugárzás     | Hivatalos YouTube közzététel |
| ------------ | ---------- | ------------ | ----------------------------- | ----------------------------- | -------------------- | ---------------------------- |
|              |            |              |                               |                               |                      |                              |
| 53.          | 1.         | 053          | A fizika törvényei            | Physics 101 Much?             | 2004. szeptember 12. | 2020. június 27.             |
|              |            |              |                               |                               |                      |                              |
|              |            |              |                               |                               |                      |                              |
| 54.          | 2.         | 054          | Szörnyű cirkusz               | Freaky Circus Much?           | 2004. szeptember 19. | 2020. július 4.              |
|              |            |              |                               |                               |                      |                              |
|              |            |              |                               |                               |                      |                              |
| 55.          | 3.         | 055          | Komputer gyíkok               | Computer Creep Much?          | 2004. szeptember 26. | 2020. július 11.             |
|              |            |              |                               |                               |                      |                              |
|              |            |              |                               |                               |                      |                              |
| 56.          | 4.         | 056          | Űrsokk!                       | Space Much?                   | 2004. október 3.     | 2020. július 18.             |
|              |            |              |                               |                               |                      |                              |
|              |            |              |                               |                               |                      |                              |
| 57.          | 5.         | 057          | Gonosz presszó                | Evil Coffee Shop Much?        | 2004. november 7.    | 2020. július 25.             |
|              |            |              |                               |                               |                      |                              |
|              |            |              |                               |                               |                      |                              |
| 58.          | 6.         | 058          | Előre a múltba                | Forward to the Past           | 2004. október 10.    | 2020. augusztus 1.           |
|              |            |              |                               |                               |                      |                              |
|              |            |              |                               |                               |                      |                              |
| 59.          | 7.         | 059          | Izompacsirták                 | Planet of the Hunks           | 2004. november 28.   |                              |
|              |            |              |                               |                               |                      |                              |
|              |            |              |                               |                               |                      |                              |
| 60.          | 8.         | 060          | Fémutánzatok                  | Morphing Is Sooo 1987         | 2004. december 5.    |                              |
|              |            |              |                               |                               |                      |                              |
|              |            |              |                               |                               |                      |                              |
| 61.          | 9.         | 061          | A hihetetlen izompacsirta     | The Incredible Bulk           | 2004. december 12.   |                              |
|              |            |              |                               |                               |                      |                              |
|              |            |              |                               |                               |                      |                              |
| 62.          | 10.        | 062          | Szuper kretén eset            | Super Nerd Much?              | 2004. december 19.   |                              |
|              |            |              |                               |                               |                      |                              |
|              |            |              |                               |                               |                      |                              |
| 63.          | 11.        | 063          | Fogorvos? Inkább őrület!      | Dental? More like Mental      | 2005. március 6.     |                              |
|              |            |              |                               |                               |                      |                              |
|              |            |              |                               |                               |                      |                              |
| 64.          | 12.        | 064          | Menekülés a WOOHP szigetről   | Escape from WOOHP Island      | 2005. március 13.    |                              |
|              |            |              |                               |                               |                      |                              |
|              |            |              |                               |                               |                      |                              |
| 65.          | 13.        | 065          | Totál ál tábor!               | Scam Camp Much?               | 2005. március 20.    |                              |
|              |            |              |                               |                               |                      |                              |
|              |            |              |                               |                               |                      |                              |
| 66.          | 14.        | 066          | G.L.A.D.I.S. a gonosz         | Evil G.L.A.D.I.S. Much?       | 2005. március 27.    |                              |
|              |            |              |                               |                               |                      |                              |
|              |            |              |                               |                               |                      |                              |
| 67.          | 15.        | 067          | Ki a szuperkém?               | Super Agent Much?             | 2005. április 3.     |                              |
|              |            |              |                               |                               |                      |                              |
|              |            |              |                               |                               |                      |                              |
| 68.          | 16.        | 068          | Égi légitársaság              | Evil Airlines Much?           | 2005. április 10.    |                              |
|              |            |              |                               |                               |                      |                              |
|              |            |              |                               |                               |                      |                              |
| 69.          | 17.        | 069          | Ronda rovarok? Fúj!           | Creepy Crawly Much?           | 2005. április 17.    |                              |
|              |            |              |                               |                               |                      |                              |
|              |            |              |                               |                               |                      |                              |
| 70.          | 18.        | 070          | Mondj igazat, vagy betörik!   | Truth or Scare                | 2005. április 24.    |                              |
|              |            |              |                               |                               |                      |                              |
|              |            |              |                               |                               |                      |                              |
| 71.          | 19.        | 071          | Fung Shui? Juj!               | Feng Shui Is like So Passe    | 2005. május 1.       |                              |
|              |            |              |                               |                               |                      |                              |
|              |            |              |                               |                               |                      |                              |
| 72.          | 20.        | 072          | Esküvő? Húha!                 | Evil Valentine's Day          | 2005. május 8.       |                              |
|              |            |              |                               |                               |                      |                              |
|              |            |              |                               |                               |                      |                              |
| 73.          | 21.        | 073          | Hello Halloween!              | Halloween                     | 2005. május 9.       |                              |
|              |            |              |                               |                               |                      |                              |
|              |            |              |                               |                               |                      |                              |
| 74.          | 22.        | 074          | Jóga? Soha!                   | Power Yoga Much?              | 2005. május 22.      |                              |
|              |            |              |                               |                               |                      |                              |
|              |            |              |                               |                               |                      |                              |
| 75.          | 23.        | 075          | Illemóra? Na ne!              | Head Shrinker Much?           | 2005. május 29.      |                              |
|              |            |              |                               |                               |                      |                              |
|              |            |              |                               |                               |                      |                              |
| 76.          | 24.        | 076          | Előléptetés? Na ne! – 1. rész | Evil Promotion Much? – Part 1 | 2005. július 31.     |                              |
|              |            |              |                               |                               |                      |                              |
|              |            |              |                               |                               |                      |                              |
| 77.          | 25.        | 077          | Előléptetés? Na ne! – 2. rész | Evil Promotion Much? – Part 2 | 2005. július 31.     |                              |
|              |            |              |                               |                               |                      |                              |
|              |            |              |                               |                               |                      |                              |
| 78.          | 26.        | 078          | Előléptetés? Na ne! – 3. rész | Evil Promotion Much? – Part 3 | 2005. július 31.     |                              |
|              |            |              |                               |                               |                      |                              |

### 4. évad (2006-2007)
| Epizód       | Epizód     | Gyártási kód | Cím                                            | Angol cím                           | Sugárzás dátuma     |
| A sorozatban | Az évadban | Gyártási kód | Cím                                            | Angol cím                           | Sugárzás dátuma     |
| ------------ | ---------- | ------------ | ---------------------------------------------- | ----------------------------------- | ------------------- |
|              |            |              |                                                |                                     |                     |
| 79.          | 1.         | 079          | Álomsrácok                                     | The Dream Teens                     | 2006. április 3.    |
|              |            |              |                                                |                                     |                     |
|              |            |              |                                                |                                     |                     |
| 80.          | 2.         | 080          | Jövősokk!                                      | Futureshock!                        | 2006. április 4.    |
|              |            |              |                                                |                                     |                     |
|              |            |              |                                                |                                     |                     |
| 81.          | 3.         | 081          | Utálom a 80-as éveket!                         | I Hate the Eighties                 | 2006. április 5.    |
|              |            |              |                                                |                                     |                     |
|              |            |              |                                                |                                     |                     |
| 82.          | 4.         | 082          | A tökély                                       | The O.P.                            | 2006. április 6.    |
|              |            |              |                                                |                                     |                     |
|              |            |              |                                                |                                     |                     |
| 83.          | 5.         | 083          | Alex Angliába megy                             | Alex Get Schooled                   | 2006. április 7.    |
|              |            |              |                                                |                                     |                     |
|              |            |              |                                                |                                     |                     |
| 84.          | 6.         | 084          | Törődj a saját pantomimoddal!                  | Mime Your Own Business              | 2006. április 10.   |
|              |            |              |                                                |                                     |                     |
|              |            |              |                                                |                                     |                     |
| 85.          | 7.         | 085          | A 16m magas Mandy támadása                     | Attack of the 50 Ft. Mandy          | 2006. április 11.   |
|              |            |              |                                                |                                     |                     |
|              |            |              |                                                |                                     |                     |
| 86.          | 8.         | 086          | Gonosz Jerry                                   | Evil Jerry                          | 2006. április 12.   |
|              |            |              |                                                |                                     |                     |
|              |            |              |                                                |                                     |                     |
| 87.          | 9.         | 087          | 0067-es ügynök                                 | 0067                                | 2006. április 13.   |
|              |            |              |                                                |                                     |                     |
|              |            |              |                                                |                                     |                     |
| 88.          | 10.        | 088          | A nagy Arnold                                  | Arnold the Great                    | 2006. április 14.   |
|              |            |              |                                                |                                     |                     |
|              |            |              |                                                |                                     |                     |
| 89.          | 11.        | 089          | Manikűr mánia                                  | Mani-Maniac Much?                   | 2006. április 17.   |
|              |            |              |                                                |                                     |                     |
|              |            |              |                                                |                                     |                     |
| 90.          | 12.        | 090          | Álomutazás                                     | Deja Cruise                         | 2006 április 18.    |
|              |            |              |                                                |                                     |                     |
|              |            |              |                                                |                                     |                     |
| 91.          | 13.        | 091          | Ördögi virágcsokrok                            | Evil Bouquets Are So Passe          | 2006. április 19.   |
|              |            |              |                                                |                                     |                     |
|              |            |              |                                                |                                     |                     |
| 92.          | 14.        | 092          | Gonosz utód                                    | Evil Heiress Much?                  | 2006. április 20.   |
|              |            |              |                                                |                                     |                     |
|              |            |              |                                                |                                     |                     |
| 93.          | 15.        | 093          | Siskabomba!                                    | Sis-KaBOOM-Bah!                     | 2006. április 21.   |
|              |            |              |                                                |                                     |                     |
|              |            |              |                                                |                                     |                     |
| 94.          | 16.        | 094          | Ördögi fagylaltos                              | Evil Ice Cream Man Much?            | 2006. május 5.      |
|              |            |              |                                                |                                     |                     |
|              |            |              |                                                |                                     |                     |
| 95.          | 17.        | 095          | Szépség bőr mélyben                            | Bauty is Skin Deep                  | 2006. május 26.     |
|              |            |              |                                                |                                     |                     |
|              |            |              |                                                |                                     |                     |
| 96.          | 18.        | 096          | Mintha nem is kémnek születtek volna – 1. rész | Like, So Totally Not Spies – Part 1 | 2006. július 5.     |
|              |            |              |                                                |                                     |                     |
|              |            |              |                                                |                                     |                     |
| 97.          | 19.        | 097          | Mintha nem is kémnek születtek volna – 2. rész | Like, So Totally Not Spies – Part 2 | 2006. július 12.    |
|              |            |              |                                                |                                     |                     |
|              |            |              |                                                |                                     |                     |
| 98.          | 20.        | 098          | A legbarátságossabb kém                        | The Suavest Spy                     | 2006. augusztus 5.  |
|              |            |              |                                                |                                     |                     |
|              |            |              |                                                |                                     |                     |
| 99.          | 21.        | 099          | Kémfoci                                        | Spy Soccer                          | 2006. augusztus 6.  |
|              |            |              |                                                |                                     |                     |
|              |            |              |                                                |                                     |                     |
| 100.         | 22.        | 100          | Kémek falun                                    | Spies on The Farm                   | 2006. augusztus 9.  |
|              |            |              |                                                |                                     |                     |
|              |            |              |                                                |                                     |                     |
| 101.         | 23.        | 101          | Kémek az űrben                                 | Spies In Space                      | 2006. augusztus 16. |
|              |            |              |                                                |                                     |                     |
|              |            |              |                                                |                                     |                     |
| 102.         | 24.        | 102          | Teljes lebukás! – 1. rész                      | Totally Busted! – Part 1            | 2007. február 1.    |
|              |            |              |                                                |                                     |                     |
|              |            |              |                                                |                                     |                     |
| 103.         | 25.        | 103          | Teljes lebukás! – 2. rész                      | Totally Busted! – Part 2            | 2007. február 2.    |
|              |            |              |                                                |                                     |                     |
|              |            |              |                                                |                                     |                     |
| 104.         | 26.        | 104          | Teljes lebukás! – 3. rész                      | Totally Busted! – Part 3            | 2007. február 5.    |
|              |            |              |                                                |                                     |                     |

### 5. évad (2007-2008)
| Epizód     | Epizód       | Cím                                       | Angol cím                      | Sugárzás dátuma   | Sugárzás dátuma      |
| Az évadban | A sorozatban | Cím                                       | Angol cím                      | Ameriakai         | Kanadai              |
| ---------- | ------------ | ----------------------------------------- | ------------------------------ | ----------------- | -------------------- |
|            |              |                                           |                                |                   |                      |
| 1.         | 105.         | Ördögi érettségi                          | Evil Graduation                | 2010. április 26. | 2007. augusztus 31   |
|            |              |                                           |                                |                   |                      |
|            |              |                                           |                                |                   |                      |
| 2.         | 106.         | Ördögi szobatárs                          | Evil Roommate                  | 2010. április 27. | 2007. szeptember 12. |
|            |              |                                           |                                |                   |                      |
|            |              |                                           |                                |                   |                      |
| 3.         | 107.         | Ördögi tanár                              | Evil Professor                 | 2010. április 28. | 2007. szeptember 19. |
|            |              |                                           |                                |                   |                      |
|            |              |                                           |                                |                   |                      |
| 4.         | 108.         | A nagyi                                   | The Granny                     | 2010. április 29. | 2007. október 10.    |
|            |              |                                           |                                |                   |                      |
|            |              |                                           |                                |                   |                      |
| 5.         | 109.         | Újabb ördögi srác                         | Another Evil Boyfriend         | 2010. április 30. | 2007. október 15.    |
|            |              |                                           |                                |                   |                      |
|            |              |                                           |                                |                   |                      |
| 6.         | 110.         | Geraldine visszatér                       | Return Of Geraldine            | 2010. május 3.    | 2007. szeptember 26. |
|            |              |                                           |                                |                   |                      |
|            |              |                                           |                                |                   |                      |
| 7.         | 111.         | Őrült diáklányok                          | Evil Sorority                  | 2010. május 4.    | 2007. október 3.     |
|            |              |                                           |                                |                   |                      |
|            |              |                                           |                                |                   |                      |
| 8.         | 112.         | Ördögi tornász                            | Evil Gymnasts                  | 2010. május 5.    | 2007. október 24.    |
|            |              |                                           |                                |                   |                      |
|            |              |                                           |                                |                   |                      |
| 9.         | 113.         | Gonosz pizzafutár                         | Evil Pizza Guys                | 2010. május 6.    | 2007. november 7.    |
|            |              |                                           |                                |                   |                      |
|            |              |                                           |                                |                   |                      |
| 10.        | 114.         | Ördögi cipőtervező                        | Evil Shoe Designer             | 2010. május 7.    | 2007. november 14.   |
|            |              |                                           |                                |                   |                      |
|            |              |                                           |                                |                   |                      |
| 11.        | 115.         | Virtuális idegen                          | Virtual Stranger               | 2010. május 10.   | 2007. november 21.   |
|            |              |                                           |                                |                   |                      |
|            |              |                                           |                                |                   |                      |
| 12.        | 116.         | WOOHPersize Me!                           | WOOHPersize Me!                | 2010. május 11.   | 2007. november 28.   |
|            |              |                                           |                                |                   |                      |
|            |              |                                           |                                |                   |                      |
| 13.        | 117.         | Ördögi hotel                              | Evil Hotel                     | 2010. május 12.   | 2007. december 5.    |
|            |              |                                           |                                |                   |                      |
|            |              |                                           |                                |                   |                      |
| 14.        | 118.         | Totál rejtély!                            | Totally Mystery Much?          | 2010. május 13.   | 2007. december 12.   |
|            |              |                                           |                                |                   |                      |
|            |              |                                           |                                |                   |                      |
| 15.        | 119.         | Ördögi sushi szakács – 1. rész            | Evil Sushi Chef – Part 1       | 2010. május 14.   | 2007. december 26.   |
|            |              |                                           |                                |                   |                      |
|            |              |                                           |                                |                   |                      |
| 16.        | 120.         | Miss Spirit Fingers – 2. rész             | Miss Spirit Fingers – Part 2   | 2010. május 17.   | 2008. január 2.      |
|            |              |                                           |                                |                   |                      |
|            |              |                                           |                                |                   |                      |
| 17.        | 121.         | Pantomim világ – 3. rész                  | Mime World – Part 3            | 2010. május 18.   | 2008. január 13.     |
|            |              |                                           |                                |                   |                      |
|            |              |                                           |                                |                   |                      |
| 18.        | 122.         | Ördögi kabalafiú                          | Evil Mascot                    | 2010. május 19.   | 2008. január 20.     |
|            |              |                                           |                                |                   |                      |
|            |              |                                           |                                |                   |                      |
| 19.        | 123.         | A műsornak folytatódnia kell, különben... | The Show Must Go On... Or Else | 2010. május 20.   | 2008. január 27.     |
|            |              |                                           |                                |                   |                      |
|            |              |                                           |                                |                   |                      |
| 20.        | 124.         | Senkiből hős                              | Zero To Hero                   | 2010. május 21.   | 2008. február 3.     |
|            |              |                                           |                                |                   |                      |
|            |              |                                           |                                |                   |                      |
| 21.        | 125.         | FantasztiWOOHP!                           | WOOHP-Tastic                   | 2010. május 24.   | 2008. február 10.    |
|            |              |                                           |                                |                   |                      |
|            |              |                                           |                                |                   |                      |
| 22.        | 126.         | Vásárlási láz                             | So Totally Not Groove-Y        | 2010. május 25.   | 2008. február 17.    |
|            |              |                                           |                                |                   |                      |
|            |              |                                           |                                |                   |                      |
| 23.        | 127.         | Télapó különszám                          | Ho-Ho-Ho No!                   | 2010. május 26.   | 2008. február 24.    |
|            |              |                                           |                                |                   |                      |
|            |              |                                           |                                |                   |                      |
| 24.        | 128.         | Totális ciki!                             | Totally Icky                   | 2010. május 27.   | 2008. március 2.     |
|            |              |                                           |                                |                   |                      |
|            |              |                                           |                                |                   |                      |
| 25.        | 129.         | Totál bugyuta! – 1. rész                  | Totally Dunzo – Part 1         | 2010. május 28.   | 2008. március 12.    |
|            |              |                                           |                                |                   |                      |
|            |              |                                           |                                |                   |                      |
| 26.        | 130.         | Totál bugyuta! – 2. rész                  | Totally Dunzo – Part 2         | 2010. június 1.   | 2008. március 19.    |
|            |              |                                           |                                |                   |                      |

### 6. évad (2013)
| Epizód     | Epizód       | Cím                         | Angol cím                       | Eredeti sugárzás     | Kanadai sugárzás     | Magyar Sugárzás    |
| Az évadban | A sorozatban | Cím                         | Angol cím                       | Eredeti sugárzás     | Kanadai sugárzás     | Magyar Sugárzás    |
| ---------- | ------------ | --------------------------- | ------------------------------- | -------------------- | -------------------- | ------------------ |
|            |              |                             |                                 |                      |                      |                    |
| 1.         | 131.         | Antiszociális site          | The Anti-Social Network         | 2013. szeptember 4.  | 2014. szeptember 7.  | 2013. október 21.  |
|            |              |                             |                                 |                      |                      |                    |
|            |              |                             |                                 |                      |                      |                    |
| 2.         | 132.         | Macskajaj!                  | Nine Lives                      | 2013. augusztus 30.  | 2014. szeptember 14. | 2013. október 22.  |
|            |              |                             |                                 |                      |                      |                    |
|            |              |                             |                                 |                      |                      |                    |
| 3.         | 133.         | Játék frász!                | Vide-O-No!                      | 2013. szeptember 4.  | 2014. szeptember 21. | 2013. október 23.  |
|            |              |                             |                                 |                      |                      |                    |
|            |              |                             |                                 |                      |                      |                    |
| 4.         | 134.         | Yo! Super Mega Dance Party  | Super Mega Dance Party Yo!      | 2013. szeptember 5.  | 2014. szeptember 28. | 2013. október 24.  |
|            |              |                             |                                 |                      |                      |                    |
|            |              |                             |                                 |                      |                      |                    |
| 5.         | 135.         | A szépség egy szörnyeteg    | Pageant Problems                | 2013. szeptember 6.  | 2014. október 5.     | 2013. október 25.  |
|            |              |                             |                                 |                      |                      |                    |
|            |              |                             |                                 |                      |                      |                    |
| 6.         | 136.         | A szenyabot                 | Grabbing The Bully By The Horns | 2013. szeptember 9.  | 2014. október 12.    | 2013. október 28.  |
|            |              |                             |                                 |                      |                      |                    |
|            |              |                             |                                 |                      |                      |                    |
| 7.         | 137.         | Rémálom esküvő              | The Wedding Crasher             | 2013. szeptember 10. | 2014. október 19.    | 2013. október 29.  |
|            |              |                             |                                 |                      |                      |                    |
|            |              |                             |                                 |                      |                      |                    |
| 8.         | 138.         | Celeb kirakó                | Celebrity Swipe!                | 2013. szeptember 11. | 2014. október 26.    | 2013. október 30.  |
|            |              |                             |                                 |                      |                      |                    |
|            |              |                             |                                 |                      |                      |                    |
| 9.         | 139.         | A szuper édes rablósütik    | Super Sweet Cupcake Company     | 2013. szeptember 12. | 2014. november 2.    | 2013. október 31.  |
|            |              |                             |                                 |                      |                      |                    |
|            |              |                             |                                 |                      |                      |                    |
| 10.        | 140.         | A hajnal alkonya            | The Dusk Of Dawn                | 2013. szeptember 13. | 2014. november 9.    | 2013. november 1.  |
|            |              |                             |                                 |                      |                      |                    |
|            |              |                             |                                 |                      |                      |                    |
| 11.        | 141.         | Kutya egy kiállítás!        | Dog Show Showdown               | 2013. szeptember 16. | 2014. november 16.   | 2013. november 4.  |
|            |              |                             |                                 |                      |                      |                    |
|            |              |                             |                                 |                      |                      |                    |
| 12.        | 142.         | Mandy baba mánia            | Mandy Doll Mania!               | 2013. szeptember 17. | 2014. november 23.   | 2013. november 5.  |
|            |              |                             |                                 |                      |                      |                    |
|            |              |                             |                                 |                      |                      |                    |
| 13.        | 143.         | A gyilkos jégkoris          | Evil Ice Skater                 | 2013. szeptember 18. | 2014. november 30.   | 2013. november 6.  |
|            |              |                             |                                 |                      |                      |                    |
|            |              |                             |                                 |                      |                      |                    |
| 14.        | 144.         | Az utállakberendező         | Inferior Designer!              | 2013. szeptember 19. | 2014. december 7.    | 2013. november 7.  |
|            |              |                             |                                 |                      |                      |                    |
|            |              |                             |                                 |                      |                      |                    |
| 15.        | 145.         | Tengeri kémek               | WOOHP-Ahoy!                     | 2013. szeptember 20. | 2014. december 14.   | 2013. november 8.  |
|            |              |                             |                                 |                      |                      |                    |
|            |              |                             |                                 |                      |                      |                    |
| 16.        | 146.         | Eszeveszett Trent           | Trent Goes Wild                 | 2013. szeptember 23. | 2014. december 21.   | 2013. november 11. |
|            |              |                             |                                 |                      |                      |                    |
|            |              |                             |                                 |                      |                      |                    |
| 17.        | 147.         | Kis csóka                   | Little Dude                     | 2013. szeptember 24. | 2014. december 28.   | 2013. november 12. |
|            |              |                             |                                 |                      |                      |                    |
|            |              |                             |                                 |                      |                      |                    |
| 18.        | 148.         | Megint teljes a zűrzavar!   | Totally Switched Again!         | 2013. szeptember 25. | 2015. január 4.      | 2013. november 13. |
|            |              |                             |                                 |                      |                      |                    |
|            |              |                             |                                 |                      |                      |                    |
| 19.        | 149.         | Bohóckodás!                 | Clowning Around!                | 2013. szeptember 26. | 2015. január 11.     | 2013. november 14. |
|            |              |                             |                                 |                      |                      |                    |
|            |              |                             |                                 |                      |                      |                    |
| 20.        | 150.         | Horroszkóp                  | Astro-Not!                      | 2013. szeptember 27. | 2015. január 18.     | 2013. november 15. |
|            |              |                             |                                 |                      |                      |                    |
|            |              |                             |                                 |                      |                      |                    |
| 21.        | 151.         | Bűnözők léghajója           | Baddies On A Blimp              | 2013. szeptember 30. | 2015. január 25.     | 2013. november 18. |
|            |              |                             |                                 |                      |                      |                    |
|            |              |                             |                                 |                      |                      |                    |
| 22.        | 152.         | Dzsungel mánia              | Jungle Boogie                   | 2013. október 1.     | 2015. február 1.     | 2013. november 19. |
|            |              |                             |                                 |                      |                      |                    |
|            |              |                             |                                 |                      |                      |                    |
| 23.        | 153.         | Vész TV                     | Danger TV                       | 2013. október 2.     | 2015. február 8.     | 2013. november 20. |
|            |              |                             |                                 |                      |                      |                    |
|            |              |                             |                                 |                      |                      |                    |
| 24.        | 154.         | Szóló kémek                 | Solo Spies!                     | 2013. október 3.     | 2015. február 15.    | 2013. november 21. |
|            |              |                             |                                 |                      |                      |                    |
|            |              |                             |                                 |                      |                      |                    |
| 25.        | 155.         | Totál Versailles! – 1. rész | So Totally Versailles! – Part 1 | 2013. június 19.     | 2015. február 22.    | 2013. november 22. |
|            |              |                             |                                 |                      |                      |                    |
|            |              |                             |                                 |                      |                      |                    |
| 26.        | 156.         | Totál Versailles! – 2. rész | So Totally Versailles! – Part 2 | 2013. június 23.     | 2015. március 1.     | 2013. november 25. |
|            |              |                             |                                 |                      |                      |                    |

### 7. évad (2024-2025)
| #    | #   | Eredeti cím                    | Magyar cím                     | Rendezte | Írta                                   | Eredeti premier                                   | Magyar premier                                      | Magyar premier     |
| #    | #   | Eredeti cím                    | Magyar cím                     | Rendezte | Írta                                   | Eredeti premier                                   | Cartoon Network                                     | Max                |
| ---- | --- | ------------------------------ | ------------------------------ | -------- | -------------------------------------- | ------------------------------------------------- | --------------------------------------------------- | ------------------ |
| 157. | 1.  | Frankenpanda                   | Frankenpanda                   |          | Jess Kedward & Kristy Peart            | 2024. május 12. 2024. november 4. 2025. január 4. | 2024. november 8. (YouTube) 2024. november 25. (TV) | 2024. november 25. |
| 158. | 2.  | It Takes a Slob                | Rumlis-baj                     |          | Darin Henry                            | 2024. szeptember 8. 2025. január 11.              | 2024. november 26.                                  | 2024. november 25. |
| 159. | 3.  | Totally Talented               | Totális Adottság               |          | Chio Su-Ping                           | 2024. május 26. 2025. január 18.                  | 2024. november 27.                                  | 2024. november 25. |
| 160. | 4.  | Creepy Crawly Creature Catcher | Irtózatos Csúszómászó Vadászok |          | Robert Lamoreaux & Michelle Lamoreaux  | 2024. június 2. 2025. január 25.                  | 2024. november 28.                                  | 2024. november 25. |
| 161. | 5.  | Totally Vintage                | Totál Retró                    |          | Ishai Ravid                            | 2024. június 23. 2025. február 1.                 | 2024. november 29.                                  | 2024. november 25. |
| 162. | 6.  | It's Totally a Test            | Totális Felmérés               |          | Darin Henry                            | 2024. június 16. 2025. február 8.                 | 2024. november 30.                                  | 2024. november 25. |
| 163. | 7.  | Totally Trolling, Much?        | Totál Troll Tréfa              |          | Anastasia Heinzl                       | 2024. május 19. 2025. február 15.                 | 2024. december 1.                                   | 2024. november 25. |
| 164. | 8.  | Mega Moon Cheese               | Sajtból van a Hold             |          | Nicole Demerse                         | 2024. június 9. 2025. február 22.                 | 2024. december 2.                                   | 2024. november 25. |
| 165. | 9.  | What Woolly Mammoth            | Mamutfonál                     |          | Anastasia Heinzl                       | 2024. szeptember 1. 2025. március 1.              | 2024. december 3.                                   | 2024. november 25. |
| 166. | 10. | The Dah-Who?                   | Kecske-jaj                     |          | Juliette Bas                           | 2024. szeptember 1. 2025. március 8.              | 2024. december 4.                                   | 2024. november 25. |
| 167. | 11. | Totally Pawsome                | Totális macskajaj              |          | Ishai Ravid                            | 2024. június 30. 2025. március 15                 | 2025. március 8.                                    | 2025. március 3.   |
| 168. | 12. | Undercover Supervillains       | Beépített főgonoszok           |          | Ishai Ravid                            | 2024. szeptember 22. 2025. március 22.            | 2025. február 22. (YouTube) 2025. március 9.(TV)    | 2025. március 3.   |
| 169. | 13. | Over-Simulated                 | Totális túlstimulálás          |          | Sian Ni Mhuiri                         | 2024. szeptember 29. 2025. március 29.            | 2025. március 10.                                   | 2025. március 3.   |
| 170. | 14. | Mystery on the WOOHP Express   | Rejtély a WOOHP Expresszen     |          | Anastasia Henzl                        | 2024. november 3. 2025. április 5.                | 2025. március 11.                                   | 2025. március 3.   |
| 171. | 15. | The Wild Life                  | Gigatábor                      |          | Darln Henry & Ursula Burton            | 2024. november 10. 2025. április 12.              | 2025. március 12.                                   | 2025. március 10.  |
| 172. | 16. | Stink-O-Rama                   | Bűzös bevetés                  |          | Chio Su-Ping                           | 2024. október 6. 2025. április 19.                | 2025. március 13.                                   | 2025. március 10.  |
| 173. | 17. | Pumpkin Particle Peril         | Veszélyes tökszörnyek          |          | Nicole Demerse                         | 2024. október 27. 2025. április 26.               | 2025. március 14.                                   | 2025. március 10.  |
| 174. | 18. | Something's Fishy              | Halbirodalom                   |          | Valencia Parker                        | 2024. október 13.                                 | 2025. március 15.                                   | 2025. március 10.  |
| 175. | 19. | Forver Liptastic               | Kőbe vésett csókok             |          | Rebecca Hobbs                          | 2024. október 20.                                 | 2025. június 9.                                     | 2025. június 9.    |
| 176. | 20. | Terrible Toddler Toys          | Borzalmas babajátékok          |          | Nicole Demerse                         | 2024. szeptember 15.                              | 2025. június 10. (TV) 2025. június 11. (YouTube)    | 2025. június 9.    |
| 177. | 21. | Mandy's Mind-Blowing Mainframe | Mandy elképesztő laptopja      |          | Nicole Demerse                         |                                                   | 2025. június 11.                                    | 2025. június 9.    |
| 178. | 22. | A Dog Gone Day                 | Ebatta nap                     |          | Jess Kedward & Klrsty Peart            |                                                   | 2025. június 12.                                    | 2025. június 9.    |
| 179. | 23. | GlitterSpy                     | Csillámkém                     |          | Ishal Ravld                            |                                                   | 2025. június 13.                                    | 2025. június 9.    |
| 180. | 24. | Oldies and Goodies             | Aranyévek                      |          | Ashley Mendoxa & Ellsabeth Schub Kamlr |                                                   | 2025. június 14.                                    | 2025. június 9.    |
| 181. | 25. | Locked in Space                | Űrbe zárva                     |          | Jess Kedward & Klrsty Peart            |                                                   | 2025. június 15.                                    | 2025. június 9.    |
| 182. | 26. | Cyber Sweetheart               | Drága Cyberchac                |          | Jess Kedward & Klrsty Peart            |                                                   | 2025. június 16.                                    | 2025. június 9.    |